# Collocatie (recht)
Met collocatie duidt men in het Belgisch recht een gedwongen opname in de psychiatrie aan. De term is verouderd, maar nog zeer gangbaar. Collocatie is overgenomen uit het Frans (collocation), maar komt uit het Latijn collocatio wat (samen)plaatsen betekent.

## Geschiedenis
In de eerste "krankzinnigenwet" (1850) werd collocatie als begrip ingevoerd. De maatregel was bedoeld voor mensen van wie men meende dat ze een gevaar vormden (voor zichzelf en/of voor hun omgeving). De collocatie kon toen worden aangevraagd door de bestendige deputatie, de provinciegouverneur, het gemeentebestuur of de burgemeester (om zijn medeburgers te beschermen) of zelfs door ieder ander belanghebbende persoon.

## Wet van 26 juni 1990 ("wet bescherming persoon geesteszieke")
De gedwongen opname mag niet meer gevraagd worden door de lokale overheid (een politieke tegenstander kon door de burgemeester worden "gecolloqueerd"). Het collocatiebesluit kan alleen nog door de vrederechter worden genomen, op grond van een dubbele voorwaarde:
- een geneesheer schrijft een medisch attest dat aan de volgende voorwaarden moet voldoen:
  - de geneesheer mag niet verbonden zijn aan de inrichting waar de plaatsing zal gebeuren
  - de geneesheer moet de patiënt daadwerkelijk gezien, ondervraagd en onderzocht hebben
  - het attest moet de symptomen van de geestesziekte beschrijven en vermelden dat de geesteszieke zijn gezondheid en zijn veiligheid ernstig in gevaar brengt of een ernstige bedreiging vormt voor andermans leven of integriteit en het moet ook vermelden dat er geen enkele andere geschikte behandeling dan een opname in een psychiatrische instelling mogelijk is
  - het onderzoek van de geesteszieke mag maximaal dateren van 15 dagen voordien.
- de "opname ter observatie" moet door een belanghebbende aan de vrederechter worden gevraagd door middel van een verzoekschrift waaraan het medisch attest wordt toegevoegd.

In spoedeisende gevallen kan ook de Procureur des Konings beslissen dat iemand ter observatie opgenomen moet worden in een psychiatrische instelling. In dit geval moet de vrederechter daar binnen de 24 uur van op de hoogte gebracht worden en moet een verzoekschrift bij de vrederechter worden neergelegd.
De opname ter observatie mag niet langer dan 40 dagen duren. Als de toestand van de persoon die ter observatie werd opgenomen verder verblijf in de psychiatrische instelling vereist nadat de termijn van 40 dagen is verstreken, zendt de directeur van de instelling minimum 15 dagen vóór het verstrijken van deze termijn een verslag van de geneesheer-diensthoofd naar de vrederechter. De vrederechter kan dan beslissen dat de geesteszieke voor een maximumduur van 2 jaar verder wordt opgenomen. Na afloop van het verdere verblijf wordt de geesteszieke uit de psychiatrische instelling ontslagen, behalve indien de vrederechter inmiddels heeft beslist dat hij voor een periode van maximum 2 jaar verder in de instelling zal worden gehouden.
De geneesheer-diensthoofd kan altijd beslissen dat het verder verblijf niet langer nodig is.
Ook de vrederechter kan de beslissing tot verdere opname altijd herzien (uit eigen beweging of op verzoek van de zieke of van iedere belanghebbende).
Tegen de beslissingen van de vrederechter kan hoger beroep worden ingesteld bij de rechtbank van eerste aanleg.